# Acanthoderes laevicollis
Espèce
Acanthoderes laevicollis est une espèce de coléoptères de la famille des Cerambycidae. Elle est décrite par Henry Walter Bates en 1872 sur la base de spécimens collectés au Nicaragua.

## Description
Les spécimens étudiés par Bates mesuraient entre 10 et 16 mm,.  

## Publication originale
- (en) H. W. Bates, « On the Longicorn Coleoptera of Chontales, Nicaragua », Transactions of the Royal Entomological Society of London, Royal Entomological Society, vol. 20, no 3,‎ août 1872, p. 163-238 (ISSN 0035-8894 et 2056-5259, OCLC 1125695995, DOI 10.1111/J.1365-2311.1872.TB01888.X, lire en ligne).